# Квітконіжка

Будова квітки

Квітконіжка (лат. pedicellus) — розгалуження стебла або бічний квітконосний пагін (який розвивається у пазусі листка); частина квітконоса у суцвітті, що несе на собі поодиноку квітку. 
Більше або менше відрізняється від тих частин стебла, що несуть на собі вегетативні органи. Якщо квітконіжка сильно вкорочена або відсутня, квітка є сидячою, наприклад у подорожника.
Апікальна частина квітконіжки переходить у квітколоже.